# Civilization II: Test of Time
Civilization II: Test of Time è un videogioco strategico a turni sviluppato da MicroProse e pubblicato nel 1999 per Windows. È una versione rimodernata di Civilization II, che ha ottenuto valutazioni medie dalla critica, che spesso sottolinea come le differenze col titolo precedente siano perlopiù solo estetiche.

## Modalità di gioco
Il funzionamento base del gioco è identico a quello di Civilization II, ma è stato modificato l'aspetto esteriore. La nuova grafica include unità e terreni animati, con visuale isometrica come il predecessore. È disponibile il multigiocatore su internet, LAN o sullo stesso PC.
La principale novità nel sistema di gioco è la possibilità di giocare su più mappe all'interno di una stessa partita, corrispondenti ad esempio a diversi pianeti. Le unità possono spostarsi anche da una mappa all'altra tramite appositi edifici o caselle speciali che fungono da "portali"; alcune unità hanno anche la capacità innata di viaggiare autonomamente da una mappa all'altra.
Ogni partita può essere giocata con una delle seguenti ambientazioni, ciascuna dotata di proprie regole e diverso aspetto esteriore:
- Gioco originale - identico a Civilization II eccetto grafica e sonoro.
- Gioco originale esteso - inizialmente identico a Civilization II, ma una volta completato il viaggio verso Alfa Centauri diventano disponibili nuove tecnologie per creare unità fantascientifiche e diventa accessibile la mappa del pianeta Centaurus. Sul pianeta è già presente una civiltà aliena (selezionabile anche dal giocatore) sviluppatasi fin dall'inizio della partita come quelle umane, ma dotata anche di unità riservate. Solo poche unità terrestri arrivano con la prima astronave, ma altre potranno essere trasferite da/a Centaurus costruendo i "portali quantici" e gli spazioporti. Scopo finale è conquistare entrambi i pianeti oppure scoprire per primi la tecnologia "Trascendenza".
- Fantascienza - gruppi di coloni sono atterrati incidentalmente su Funestis, pianeta immaginario di Lalande 21185. Altri due pianeti e l'orbita spaziale sono raggiungibili come ulteriori mappe. Ci sono tecnologie e unità disponibili solo ad alcune civiltà. In questo caso l'astronave che si può costruire per completare il gioco serve a tornare sul pianeta natale.
- Fantasy - basato sulla mitologia norrena, ogni civiltà è una razza fantasy come elfi e goblin, con molte unità riservate. Ci sono 4 mappe: superficie, mondo sottomarino, mondo sotterraneo e mondo delle nuvole. Si può vincere in vari modi, tra cui scoprire Bifrǫst. Per questa ambientazione è disponibile anche uno scenario (mondo predefinito), Miðgarðr, l'unico incluso nel gioco.